# سينما تونسية
ترجع بدايات السينما في تونس إلى عام 1896 تاريخ تصوير الأخوين لوميار لمشاهد حية لأنهج تونس العاصمة. في العام التالي أقام ألبير شمامة شيكلي، رائد السينما التونسية، أول عرض سينمائي بتونس. سنة 1908 أفتتحت «أمنية باتي» كأول قاعة سينما في البلاد. عام 1922 صور ألبير شمامة شيكلي فيلم زُهْرَة، أول فيلم قصير في البلاد، تبعه سنة 1937 أول فيلم طويل بعنوان «مجنون القيروان». سنة 1966 بعد الاستقلال أنتج أول فيلم تونسي بعنوان الفجر. تنتج السينما التونسية حاليا معدل ثلاثة أفلام طويلة و6 أفلام قصيرة في السنة. تعد أيام قرطاج السينمائية، أهم فعالية سينيمائية في البلاد.

## أبرز الأفلام التونسية
- الستار الأحمر (2002)
- عصفور السطح (1990)
- صيف حلق الوادي (1996)
- فردة ولقات أختها (1978)
- السفراء (1975)
- ريح السد (1986)
- صمت القصور (1994)
- بزناس (1992)
- السيّدة (1996)
- الأمير (2004)
- رديف 54 (1997)
- شيشخان (1990)

## مراكز السينما
- قاعات سينما 51
- الأفلام الطويلة 77
- نوادي السينمائيين الهواة 14
- نوادي السينما منها 4 للأطفال 15
- شركات الإنتاج السينمائي 171
- شركات توزيع الأشرطة السينمائية 15

## تاريخ السينما التونسية
تدلنا بعض الوثائق على تصوير اثني عشر شريطاً وثائقياً حول تونس سنة 1896م. كان طول كل مشهد ستة عشر متراً أي دقيقة واحدة تحتوي على مناظر خارجية لبعض الأماكن والمعالم الهامة بالبلاد: الباي وحاشيته، سوق السمك، سوق الخضر، ساحة الخضراء، ساحة فرنسا، الحلفاوين، سيدي بن عروس، باب سويقة، سوق الباي، سوق الفحم بسوسة ومحطة القطار بحمام الأنف.
وأوّل عرض جماهيري لهذه المشاهد نظم في عام 1965م في إطار أسبوع السينما الفرنسية بدار الثقافة بتونس العاصمة ثمّ وقع الاحتفاظ بتلك الاشرطة على شريط نيغاتيف يوجد إلى الآن بالسينماتيك في فرنسا.
وفي سنة 1897م في دكان بشارع فرنسا في العاصمة تونس نظم أوّل سينمائي تونسي الجنسية البير شمامة شكلي وسولير وهما شابان لا يتجاوز سنهما الخمسة والعشرين، عروضاً سينمائية للجمهور، وهذه العروض كانت تتضمن الأفلام الأولى للأخوين لوميير («لخروج من المصنع» و «وصول القطار») وكانت مدة العرض تدون عشر دقائق. اندهش المشاهدون وانبهروا بتلك العروض: كانوا يرون بكل إعجاب مشاهد من الشوارع والناس أمثالهم بتحركون على قطعة قماش تدعى الشاشة.
جلبت تونس الكثير من المخرجين الأجانب الذين ما انفكوا يتوافدون عليها لتصوير أفلامهم التي نذكر البعض منها «الرجال الخمسة الأشقياء» للمخرج الفرنسي لويس مورا (Louis Morat) و«معروف الاسكافي» ل روجيه ديسور (ٌRoger Dessort) وفيلماً عن قصة ألف ليلة وليلة. ويعتبر فيلم «زهرة» الذي قام بإخراجه البير شمامة شكلي سنة 1922م والذي قامت ببطولته ابنته هايدي تامزالي (Haydée Tamzali) أوّل شريط تونسي وعربي على الإطلاق، يحكي الفيلم قصة فتاة فرنسية انقذها من الغرق صياد ماهر وبعد أن اعتنى بها رحلت مع طيار فرنسي. سنة 1924م. ثمّ صوّر البير شمامة شكلي الفيلم الثاني «عين الغزال» أو «فتاة قرطاج» وهي قصة حب تدور أحداثها في الضاحية الشمالية بتونس وقامت هايدي تمزالي بدور البنت العاشقة وأحمد الدزيري بدور المحب.
ويعد «البير شمامة شكلي» أحد رواد السينما التونسية ولا يزال الناس يذكرون أعماله ويشيدون بها.
وكان يتزايد كلّ سنة عدد الأجانب الذين يختارون تونس لتصوير أفلامهم. ففي سنة 1926م تمّ تصوير فيلم «ياسمينة»  للمخرج الفرنسي أندريه إيغون (André Hugon) وعام 1927م «المنزل المالطي» ل جان فينيو (Jean Vignneaud) وسنة 1935م «شهرزاد» ل الكسندير فلكوف (Alexandre Velkhov) وفي نفس السنة وقع تصوير «الأميرة تام تام» الذي تلعب فيه المغنية الشهيرة جيزفين باكير (Joséphibe Baker) دور البطولة ثمّ فيلم «الطرقي» الذي يضم عددا هائلاً من الفنانين التونسيين منهم المغنية حسيبة رشدي.
ومن أهم وأبرز أفلام تلك الفترة فيلم «مجنون القيروان» للمخرج الفرنسي كروزي (Cruzy) والذي قام فيه الممثل محيي الدين مراد بدور البطولة. ويعتبر هذا الفيلم مهمّا من حيث العدد الكبير من الفنيين والفنانين التونسيين الذين عملوا فيه. وقد وقع العثور عن نيغاتيف الفيلم في إحدى السينماتيكات بفرنسا وقد تم ترميمه وجلبه إلى تونس وعرضه في التسعينات في العديد من المناسبات منها أيام قرطاج السينمائية بحضور الممثل محيي الدين مراد. أما واضع الموسيقى فهو محد التريكي وقد حظي الفيلم بإعجاب الجماهير بسبب موضوعه المؤثر وتلقائية الممثلين.
وتمثل الجامعة التونسية ونوادي السينما حسب بعض الملاحظين الانطلاقة الحقيقية لبعث سينما وطنية ذات ركيزة أساسية صلبة ومتينة. ونوادي السينما التي كانت منتشرة بعدد هائل في كافة أنحاء البلاد لعبت دوراً طلائعيا في تاريخ السينما العربية والأفريقية والى حدّ يومنا هذا لا تزال نوادي السينما على الرغم من تقلّصها تبث الثقافة السينمائية وتقوم بتوعية الجمهور بفضل جلسات النقاش التي تدور بعد عرض كلّ شريط مهما كانت جنسيته.
لقد ارتفع عدد منخرطي نوادي السينما إلى 35000 خلال الستينات والسبعينات موزعين على 60 ناديا. ومنذ عام 1995م أنشأت الجامعة مركزاً للتوثيق السينمائي يضمّ مراجع مختصة ومختلفة (قواميس، كتب، دوريات متخصصة) كما تحتوي مكتبة المركز على عدد هام من سيناريوهات الأفلام التونسية سواء كانت قصيرة أم طويلة هذا إلى جانب برمجة عروض سينمائية متخصصة عن طريق آلة عرض سينمائي 16 مم.
وفي 15 جوان 1946م وقع بعث المركز السينمائي التونسي الذي سرعان ما أغلق وتم تعويضه في نفس العام باستديوهات «أفريكا» لصاحبها الفرنسي جورج ديروكلز (Georges Derocles) والهدف من هذه الاستديوهات هو إنجاز الأفلام الطويلة والغرض هو تجنب جميع العراقيل التقنية التي يمكن أن تحدث أثناء التصوير. ومنذ إنبعاثها إلى سنة 1954م أنتجت ستوديوهات «أفريكا» 56 فيلماً. في نفس تلك الفترة صور القبطان الشهير جاكيف كوستو (Jacques Yves Cousteau) أوّل مشاهد في أعماق البحار لسفينة رومانية.
وكان «الصادقية» أوّل فيلم تسجيلي يخرجه «التونسي العربي» ويتم انتاجه بفضل ستوديوهات «أفريكا» التي تنتج الأفلام تسجيلية كانت أم روائية ونذكر من بين الأفلام الطويلة «رحلة عبد الله» ل جورج رونيه (Georges Regnier).
وفي عام 1953م كلفت استديوهات «أفريكا» كلّ نصف شهر بإعداد أفلام اخبارية تكلفت بإنجازها ابتداء من سنة 1961م الشركة التونسية «العهد الجديد» ثمّ الشركة التونسية للإنتاج والتنمية السينمائية (الستياك) ومن الأفلام القصيرة التي أنتجت في ذلك العهد شريط «العقد الذهبي» (Chaine d'or) للفرنسي رينيه فوتي (René Vautier) عن سناريو للمؤلف التونسي محمد رجب وقامت ببطولته كلوديا كاردينالي (Claudia Cardinale) وكان ذلك أوّل ظهور لها على الشاشة وقد أحرز الفيلم على جائزة في مهرجان البندقية لسنة 1962م. وتعددت الأشرطة القصيرة التي تعكس حياة تونس في بداية الاستقلال وجهاد الشعب فيها، انها سينما كفاح وأغلب انتاجها أفلام هادفة وعملية (سياحية أو تعليمية أو إخبارية) كانت الفترة ما بين 1935 و1958 أخصب السنوات في تاريخ السينما الاستعمارية بتونس إذ تمّ خلالها إنتاج عدد كبير من الأفلام الروائية أهمّها وآخرها شريط «جحا» ل جاك باراتي (Jacques Baratier) الذي تحصّل على جائزة لجنة التحكيم بمهرجان كان لسنة 1958.
وصور «جحا في تونس» وجمع عدداً هائلاً من الممثلين العالميين كعمر الشريف الذي قام بدور جحا وكلوديا كاردينالي وحسيبة رشدي.
وفي عام 1960م أنشئت الشركة التونسية للإنتاج والتنمية السينمائية (الساتباك) وكان هذا بداية عهد جديد للسينما التونسية التي ستبدأ نشاطا مكثفاً في مجال السينما المحلية من حيث الإنتاج والتوزيع واستغلال القاعات سيبلغ أوجه في منتصف السبعينات، فالشركة الوطنية بفضل مخابرها أنتجت الأفلام التونسية طويلة وقصيرة كما اشتركت مع دول أجنبية في إنتاج أفلام عالمية وواصلت تصوير الأفلام الإخبارية إلى حد ظهور التلفزيون التونسي كما أنها حافظت على التراث المرئي الذي يرجع عهده إلى بداية هذا القرن.

### أول فيلم تونسي
ومن سنة 1967م إلى سنة 1970م أنتجت الساتباك تسعة أفلام روائية طويلة تناولت في مطلع الاستقلال تاريخ الحركة الوطنية وإبراز نضال الشعب والمعارك التي قام بها لكسب استقلاله وحريته، فكان «الفجر» أوّل فيلم تونسي إخراجاً وتصويراً وتمثيلا، وعمار الخليفي الذي نفذه يعتبر رائد السينما التونسية أو أباها، كما تؤكد ذلك المؤلفة.
وبعد هذه الانطلاقة تزايد الإنتاج التونسي وتنوع حسب تنوع مخرجيه الذين درسوا وتكونوا في المعاهد السينمائية الأوروبية. بعد «الفجر» اهتم عمار الخليفي بإخراج فيلمين آخرين عن الحركة الوطنية ففي سنة 1968م قدم «المتمرد» الذي يصوّر بطولات أحد زعماء المقاومة للاستعمار وهو علي بن غذاهم، ثمّ سنة 1970م أخرج «الفلاقة» الذي يعرض من خلاله استشهاد المقاومين الذين يسمون «الفلاقة» في سبيل تونس.

### انطلاق مهرجان قرطاج
ثم كانت سنة 1966م مفصلاً هاماً، حيث شهدت انطلاق الدورة الأولى لأيام قرطاج السينمائية.
وهذا المهرجان الذي أسس من طرف وزارة الشؤون الثقافية وبمبادرة من السيد الطاهر شريعة الذي أصبح كاتبا عاما له منذ البداية حتّى سنة 1972م يهدف إلى تنمية السينما العربية والأفريقية حتّى تقوم بدورها على المستوى العالمي للتعريف ولنشر الفيلم العربي والأفريقي بصفة خاصة وأفلام العالم الثالث بصفة عامة كما يشكل إطارا خاصا لتلاقح الثقافات والشعوب بمختلف هويتها ويناضل من أجل رفع مستوى السينمائيين العرب والأفارقة.
من أبرز وألمع السينمائيين الذين مكنتهم أيام قرطاج السينمائية من البروز تذكر نائلة الغربي في كتابها (بانوراما السينما التونسية في 100 عام) المخرج المصري يوسف شاهين الذي تحصّل فيلمه «الاختيار» على التانيت الذهبي في دورة 1970م وعثمان سامبين الذي نال فيلمه «سوداء فلان» التانيت الذهبي لأوّل دورة 1966م وغيرهما كثير.ت

### العقد الثالث للسينما التونسية
وينطلق من 1981م إلى سنة 1990م، وحصلت فيه عدة تغيرات على صعيد التشريع الشيء الذي يشكّل منعرجاً جديداً لهذه السينما الفتية. فسياسة التحرر الاقتصادي التي اتخذتها الحكومة فرضت على الشركة الوطنية الساتباك وضع حدّ لمهامها فوقع اغلاقها وبيع قاعاتها إلى الخواص وتكوّنت شركات توزيع الأفلام، عددها خمس حسب شروط يضبطها القانون بموجب الأمر عدد823 لسنة 1981م المؤرخ في 23 مايو 1981م والمتعلق بضبط طرق التصرف في صندوق الإنتاج والصناعة السينمائية: 2/3 من المداخيل المقتطعة على المشروبات الكحولية تستخدم لفائدة تنمية الصناعة السينمائية و 1/3 بعنوان الإنتاج السينمائي، تدفع هذه المبالغ لتمويل جزء لإنتاج أو إتمام إنتاج الأفلام التونسية الطويلة، وتمنح هذه المساعدة بعد أخذ رأي لجنة تشجيع على الإنتاج السينمائي تتكون من ممثلين عن وزارة الثقافة ومؤسسات ثقافية وجمعيات أو منظمات ثقافية وسينمائية. منذ إنبعاث هذا الصندوق تمكن العديد من السينمائيين الجدد من خوض مغامرة الفيلم الروائي الطويل فتم إنجاز ما لا يقلّ عن خمسة عشر فيلماً كلها تعكس التغيرات التي خلفتها الظروف السياسية والاقتصادية والاجتماعية، فعكف السينمائيون كلّ واحد في إطار خاص على تقديم نظرة خاصة حول ما يحيط به أو ما يهزّ كيانه كالبحث في الإنسان مثلا والتعبير عن أحلامه وآلامه، نضاله وكرامته. ويتخذ هذا البحث مظهراً راقيا فيه شيء من العنف في فيلم «عبور» لمحمود بن محمود 1982م. الحبكة الفنية والجمال الرائع للصور تثري فكرة المواجهة بين الشرق والغرب التي أراد المخرج معالجتها من خلال مسافرين: مثقف عربي ولاجئ من أوروبا الشرقية يقع طردهما من طرف شرطة الحدود البلجيكية. صورة المهاجر هنا تغيرت بحكم تطور عقليته وأسلوب تفكيره فعلى الرغم من هذا ظل الغرب ينظر ويعامل هذا المهاجر من طبقة مرتفعة بنفس الطرق التي يتخذها مع المهاجر الأمي الباحث عن القوت «فعبور» يكسر الكليشيهات التي تحيط عادة بأفلام العالم الثالث.
وعن تداعيات الأحداث العالمية المؤثرة على السينما التونسية، تحدثنا الباحثة نائلة الغربي عن فيلم «حرب الخليج وبعد» الذي يحملنا إلى الواقع السياسي العربي غداة حرب الخليج. فإن خمسة مخرجين عرب هم نوري بوزيد وناجية بن مبروك من تونس وبرهان علوية من لبنان ومصطفى الدرقوي من المغرب وايليا سليمان من فلسطين أعطى لهم منتج هذا الفيلم أحد بهاء الدين عطية فرصة التعبير عن آرائهم في خصوص حرب الخليج وما نتج عنها من تأثيرات على المواطن العربي العادي وعلى المثقف. فإنبرى كلّ منهم بحرية مطلقة وغضب شديد احيانا وسخرية أحيانا أخرى يقيم هذه الحرب المخجلة والاستفسار عن دوافعها.
يقتحم النوري بوزيد في فيلمه الثالث «البزناس» دنيا السياحة في تونس كمورد رزق للكثير من التونسيين وكعمود فقري لإقتصاد البلاد. موضوع حساس وشائك تولاه المخرج بحذر شديد خاصة وانه لم يتحصل على منحة الإنتاج التي توفرها عادة وزارة الثقافة للأفلام، إن رغبته في الهجرة إلى الخارج تجبر شابا من منطقة سياحية توجد على سواحل تونس على تسخير جسده للسائحات الاجنبيات مقابل مبلغ من المال وتأشيرة تمكنه من الهجرة فيعيش تضاربات داخلية تجعله يحتار بين المحافظة والتفتح، التقاليد والحداثة. استطاع النوري بوزيد بثقة نفس كبيرة أن يضع تحت المهجر هذا الانفصام الذي تعيشه شريحة من المجتمع التونسي لكن الصورة لم تكن معبرة كما كانت في أفلامه السابقة المستوحاة من سيرته الذاتية ومن معاناته اليومية.
وفي فيلمه الروائي الأوّل «سلطان المدينة» ذهب المخرج منصف ذويب في رحلة عميقة: داخل وكالة في قاع المدينة يعيش جمع شاذ من الناس من نماذج بشرية هجينة يتمتع المتفرج بسلوكياتها العديدة وبتفسح في صدى أجوائها الهابطة. كاميرا المنصف ذويب تصور بحرية وتلقائية الطقوس السائدة عند هذه الشريحة من المجتمع المغلق على نفسه وقد استطاع المخرج أن يتحكم في أدواته التقنية بعد التجربة الطويلة التي قضاها في المسرح وخبرة لا يستهان بها في انجاز الأشرطة القصيرة. شخصيات الفيلم لم تكن بريئة إجمالًا فهي قبيحة في حياتها وبؤسها ودعارتها.

## مقالات ذات صلة
- متحف السينما (تونس)

## وصلات خارجية
- السينما التونسية في موقع وزارة الثقافة والمحافظة على التراث
- موقع عن السينما التونسية